# Библиотекарь (Плоский мир)
Библиотекарь Незримого Университета  (англ. The Librarian of Unseen University) — персонаж книг Терри Пратчетта серии «Плоский мир». Орангутан. Почетный стражник Анк-Морпорка.
Изначально Библиотекарь был человеком (по слухам, его звали Гораций Ворблхат, хотя это может оказаться неправдой), но в книге «Безумная звезда» в результате магического несчастного случая превратился в орангутана. Это большой, рыжеволосый самец орангутана, весящий примерно 300 фунтов (около 140 кг). От предложений перевоплотить его обратно отказывается. Говорят, чтобы превратить Библиотекаря в человека, вернув ему изначальный облик, необходимо знать его подлинное имя, но все записи в университетских книгах, касающиеся его личности, загадочно исчезли. Единственным человеком, помнящим имя Библиотекаря, остаётся Ринсвинд.
Библиотекарь сохранил свой пост, поскольку, во-первых, является единственным существом, которое знает, где какие книги размещаются, а во-вторых, может свернуть шею любому лёгким движением ног. Со временем волшебники настолько к нему привыкли, что если бы кто-нибудь рассказал им об орангутане в библиотеке, они пошли бы расспрашивать Библиотекаря, не видел ли он чего такого.

## Характер и привычки
Известен нетерпимостью ко всем, кто называет его «обезьяной» — договорить это слово до конца таким, как правило, не удаётся. Любит бананы. Дружелюбен. Любит проводить время в таверне «Залатанный Барабан», поедая орешки.
Он обустроил себе гнездо прямо посреди Библиотеки, выложив его книгами. Когда Библиотекарь не в духе, он прячется в гнезде под старым изодранным одеялом, и лучше его в такие моменты не беспокоить. Раз в месяц он перелезает через стену частного зверинца Патриция и проводит там некоторое время, разглядывая животных, что представляется несколько странным, поскольку в зверинце нет и никогда не было орангутанов. 
Обычно довольствуется шерстным покровом и ходит, если можно так сказать, обнажённым. Но когда принимает ванну или обстоятельства взывают к скромности, надевает зелёный халат.
Он трепетно относится к книгам, но читатели действуют ему на нервы. Ему нравятся посетители, демонстрирующие любовь и уважение к книгам. Такие люди, по его мнению, скорее оставят книгу в покое на полке, там, где ей самой Природой предписано находиться, а не заберут её с собой.
Библиотекарь воспринимает нынешнего главу Незримого Университета Наверна Чудаккули как лидера стаи, признавая его доминирующее положение, несмотря на то, что сам способен голыми руками завязать узлом толстый железный прут.
Как следует из книги «К оружию! К оружию!», Библиотекарь обожает быть ша́фером на свадьбах, потому что невесте приходится целовать его. Он был ша́фером на свадьбе Маграт Чесногк и Веренса Второго.

### Известные высказывания
- У-ук!
- И-ик!
- Э-эк!
- А-ук!

## Интересные факты
- Существует компьютерный язык программирования «Ook!», названный в честь библиотекаря, где операторами служат слово Ook с различными знаками препинания. Родителем данного языка можно назвать Brainfuck; также существует  похожий язык COW, где операторы — слово Moo, с прописными и заглавными буквами, как то: Moo mOo mOO и т. д.
- Присутствует в одном из игровых моментов настольной игры «Плоский мир: Анк-Морпорк» (англ. Discworld: Ankh-Morpork).